# Bajram Curri
Bajram Curri es una localidad albanesa del condado de Kukës, al nordeste de Albania a orillas del río Valbona. Según el censo de 2011, la población era de 5.340 habitantes.
Desde 2015 es la capital del municipio de Tropojë.

## Etimología
El nombre de la ciudad lleva el nombre del político del siglo XX Bajram Curri, considerado "héroe del pueblo" por los albaneses.